# Taiwans folkparti
Taiwans folkparti (TPP, 民眾黨) är ett centralt politiskt parti i Taiwan. Det inrättades officiellt den 6 augusti 2019 av Ko Wen-je(en), som fungerade som den första och nuvarande ordföranden. Partiet har presenterat sig som en "tredje väg" mellan Demokratiska progressiva partiet och Kuomintang, de två partier som traditionellt dominerat Taiwans politiska landskap.